# Scottish League Challenge Cup 2013/14
Der Scottish League Challenge Cup wurde 2013/14 zum 23. Mal ausgespielt. Der schottische Fußballwettbewerb, der offiziell als Ramsdens Challenge Cup ausgetragen wurde, begann mit zwei Qualifikationsspielen am 13. und 20. Juli 2013 zwischen den beiden Erstplatzierten der vergangenen Highland Football League dem FC Spartans und den Threave Rovers. Das Finale fand am 6. April 2014 im Stadion an der Easter Road in Edinburgh statt. Am Wettbewerb nahmen die Vereine der Scottish Professional Football League sowie die zwei Vereine aus der Highland Football League teil. Als Titelverteidiger startete Queen of the South, das sich im Vorjahres Finale gegen Partick Thistle im Elfmeterschießen durchsetzte. Im diesjährigen Finale konnten sich die Raith Rovers gegen die favorisierten Glasgow Rangers mit 1:0 nach Verlängerung durchsetzten. Es war für das Team aus der Hafenstadt Kirkcaldy der erste Titel überhaupt im Challenge Cup. Zuletzt konnten die Rovers den Ligapokal in der Saison 1994/95 gewinnen.

## Qualifikationsrunde
|             | Gesamt |                | Hinspiel | Rückspiel |
| ----------- | ------ | -------------- | -------- | --------- |
| FC Spartans | 4:3    | Threave Rovers | 4:2      | 0:1       |

## 1. Runde
Ausgetragen wurden die Begegnungen am 27. und 28. Juli 2013.

### Region Nord-Ost
|                   | Ergebnis              |                      |
| ----------------- | --------------------- | -------------------- |
| Formartine United | 2:0                   | East Stirlingshire   |
| FC Stenhousemuir  | 4:4 n. V. (3:2 i. E.) | FC Arbroath          |
| Forfar Athletic   | 2:1                   | FC East Fife         |
| Elgin City        | 2:0                   | FC Montrose          |
| FC Cowdenbeath    | 1:3                   | Dunfermline Athletic |
| FC Peterhead      | 2:1                   | Brechin City         |
| Alloa Athletic    | 0:1                   | FC Dundee            |
| Raith Rovers      | 2:1                   | Stirling Albion      |

### Region Süd-West
|                    | Ergebnis  |                     |
| ------------------ | --------- | ------------------- |
| Annan Athletic     | 1:0       | Greenock Morton     |
| Berwick Rangers    | 3:2 n. V. | FC Livingston       |
| FC Queen’s Park    | 1:2       | Ayr United          |
| Queen of the South | 4:0       | FC Spartans         |
| FC Clyde           | 1:2       | FC Falkirk          |
| FC Stranraer       | 4:2       | FC Dumbarton        |
| Airdrie United     | 2:1       | Hamilton Academical |
| Albion Rovers      | 0:4       | Glasgow Rangers     |

## 2. Runde
Ausgetragen wurden die Begegnungen am 20./21./27. August 2013.

### Region Nord-Ost
|                      | Ergebnis  |                  |
| -------------------- | --------- | ---------------- |
| Formartine United    | 5:1       | Elgin City       |
| FC Dundee            | 3:1 n. V. | Forfar Athletic  |
| FC Peterhead         | 1:3 n. V. | FC Stenhousemuir |
| Dunfermline Athletic | 0:2       | Raith Rovers     |

### Region Süd-West
|                  | Ergebnis  |                    |
| ---------------- | --------- | ------------------ |
| FC Stranraer     | 2:3       | Annan Athletic     |
| Ayr United       | 1:2 n. V. | FC Falkirk         |
| Glasgow Rangers  | 2:0       | Berwick Rangers    |
| FC Airdrieonians | 0:2       | Queen of the South |

## Viertelfinale
Ausgetragen wurden die Begegnungen am 7. und 17. September 2013.
|                    | Ergebnis              |                   |
| ------------------ | --------------------- | ----------------- |
| Raith Rovers       | 1:0                   | FC Falkirk        |
| Queen of the South | 0:3                   | Glasgow Rangers   |
| FC Dundee          | 1:1 n. V. (4:5 i. E.) | FC Stenhousemuir  |
| Annan Athletic     | 4:0                   | Formartine United |

## Halbfinale
Ausgetragen wurden die Begegnungen am 13. und 29. Oktober 2013.
|                  | Ergebnis |                 |
| ---------------- | -------- | --------------- |
| Raith Rovers     | 3:0      | Annan Athletic  |
| FC Stenhousemuir | 0:1      | Glasgow Rangers |

## Finale
| Raith Rovers                                                   | Raith Rovers | Glasgow Rangers | Glasgow Rangers |
| -------------------------------------------------------------- | --- | --- | --------------- |
| Raith Rovers                                                   | \| Finale \| \| 6. April 2014 um 16:05 Uhr Ortszeit in Edinburgh (Easter Road) \| \| Ergebnis: 1:0 n. V. \| \| Zuschauer: 19.983 \| \| Schiedsrichter: Kevin Clancy \| \| Spielbericht \|                                               | \| Finale \| \| 6. April 2014 um 16:05 Uhr Ortszeit in Edinburgh (Easter Road) \| \| Ergebnis: 1:0 n. V. \| \| Zuschauer: 19.983 \| \| Schiedsrichter: Kevin Clancy \| \| Spielbericht \|                                                 | Glasgow Rangers |
| Raith Rovers                                                   | Lee Robinson – Jason Thomson , Paul Watson, Dougie Hill, Callum Booth – Grant Anderson, Kevin Moon (78. Fraser Mullen), Liam Fox, Joe Cardle (95. Greig Spence) – Calum Elliot (86. Gordon Smith), John Baird Cheftrainer: Grant Murray | Cammy Bell – Richard Foster, Bilel Mohsni, Lee McCulloch , Lee Wallace (66. Sébastien Faure) – Fraser Aird, Ian Black, Kyle Hutton (61. Nicky Clark), Nicky Law – Steven Smith (111. Calum Gallagher), Jon Daly Cheftrainer: Ally McCoist | Glasgow Rangers |
| Raith Rovers                                                   | 1:0 John Baird (117.) | | Glasgow Rangers |
| Raith Rovers                                                   | Grant Anderson, Joe Cardle, Liam Fox, Calum Elliot, Fraser Mullen | Ian Black, Nicky Clark, Sébastien Faure, Steven Smith | Glasgow Rangers |
| Finale                                                         | | |                 |
| 6. April 2014 um 16:05 Uhr Ortszeit in Edinburgh (Easter Road) | | |                 |
| Ergebnis: 1:0 n. V.                                            | | |                 |
| Zuschauer: 19.983                                              | | |                 |
| Schiedsrichter: Kevin Clancy                                   | | |                 |
| Spielbericht                                                   | | |                 |